# Willinton Techera
Willinton Techera (Tacuarembó, 12 de octubre de 1985) es un futbolista uruguayo. Juega de lateral o zaguero central.
Equipo actual Uruguay Montevideo Futbol Club.
Segunda división Uruguay.

## Trayectoria
Comenzó su carrera jugando en el 2005 para Tacuarembó. En el 2009 fue traspasado al Club Deportivo Olimpia de Honduras. En ese mismo año también jugó por el Peñarol. En el 2010 fue contratado por Rampla Juniors.

## Clubes
| Club             | País      | Año             | Part. | Goles | Asist. |
| ---------------- | --------- | --------------- | ----- | ----- | ------ |
| Tacuarembó       | Uruguay   | 2005 - 2008     | 74    | 3     | 8      |
| Olimpia          | Honduras  | 2009            | 0     | 0     | 0      |
| Peñarol          | Uruguay   | 2009 - 2010     | 9     | 0     | 0      |
| Rampla           | Uruguay   | 2010 - 2012     | 31    | 2     | 1      |
| Fénix            | Uruguay   | 2012 - 2013     | 14    | 1     | 0      |
| Torque           | Uruguay   | 2014 - 2015     | 33    | 13    | 0      |
| Rampla           | Uruguay   | 2015 - 2017     | 29    | 1     | 0      |
| Mictlán (cedido) | Guatemala | 2017            | 17    | 0     | 2      |
| Rampla           | Uruguay   | 2017 - 2018     | 28    | 0     | 0      |
| Malacateco       | Guatemala | 2018            | 12    | 1     | 1      |
| Siquinalá        | Guatemala | 2019 - Presente | 2     | 0     | 0      |
| Total            |           | 2005 - 2019     | 249   | 21    | 12     |

## Palmarés
| Título           | Club    | País    | Año  |
| ---------------- | ------- | ------- | ---- |
| Primera División | Peñarol | Uruguay | 2010 |
| Segunda División | Rampla  | Uruguay | 2016 |